# Adolfo Pérez Esquivel
Adolfo Pérez Esquivel, rgentinski aktivist, organizator skupnosti, pacifist, umetnik, nobelovec, * 26. november 1931, Buenos Aires, Argentina.
Bil je prejemnik Nobelove nagrade za mir v letu 1980.
Pérez Esquivel se je rodil v Buenos Airesu španskemu ribiču iz Poio iz Galicije, ki so se odselili v Argentino. Mama je umrla, ko je bil star tri leta. Uspešno se je loteval šolanja v Manuel Belgrano Šoli za likovno umetnost in Nacionalni Univerzi v La Plati, kjer je postal slikar in kipar. Imenovan za profesorja arhitekture je opravljal različna izobraževalna dela in se uveljavil z različnimi kiparskimi tehnikami in materiali. Opazno se je uveljavil s krščanskimi pacifističnimi skupinami latinske Amerike v 1960tih letih. Zavzemal se je za osvoboditev revnih prebivalcev skozi nenasilje.
Ko je sistematična represija sledila marcu 1976, ko se zgodi državni udar, ki je prenesel moč na vojaško diktaturo generala Jorge Videla, se Pérez Esquivel izkaže kot pomemben družbeni delavec, ki skrbi za financiranje in oblikovanje civilne družbe, ki tako skrbi za obrambo človekovih pravic v Argentini in podporo družinam žrtev takoimenovane Umazane vojne. NVO Servicio Paz y Justicia ("Ustanova za Služenje, mir in pravičnost" orig.akronim SERPAJ), katere je bil soustanovitelj leta 1974, velja za pomembno organizacijo, ki je skrbela za dokumentacijo škode, ki jo je povzročil vojaški režim. 
Pérez Esquivel bil zadržan večkrat s strani brazilske vojaške policije v letu 1975 in 1976. V zadnjem primeru so ga aretirali skupaj z nekaterimi škofi. Bil je ponovno priprt v Buenos Airesu leta 1977 s strani argentinske zvezne policije, kjer so ga mučili in pridržali brez sojenja za 14 mesecev. Med tem je sprejel veliko nagrad in priznanj, med drugim tudi priznanje Papež Janez XXIII.
Pérez Esquivel je prejel Nobelovo nagrado za mir 10. decembra 1980 za njegova prizadevanja v obrambo človekovih pravic. Sprejel je nagrado "v imenu najrevnejših in najmanjših bratov in sestra," in podaril denarno nagrado v dobrodelne namene. Ostal je aktiven javni delavec, ki se je prizadeval za podporo Mater Plaze de Mayo, kljub nenehnim nadlegovanjem z diktaturo, in kasneje pridružil dejavnostim v podporo avtohtonih prebivalcev Argentine in skrb za okoljske težave, prizadevanje za prosti trg v Amerikah, reševanje težav pri proračunskemu varčevanju.

## Umetniška dela
Esquivelovo umetniško delo, ki se giblje od razstav, fresk in spomenikov, vključuje 15 postaj latinskoameriškega križevega pota, ki je nastalo leta 1992 v spomin na 500. obletnico osvajanje Amerike; Spomenik beguncev, ki se nahaja v Sedežu UNHCR v Švici in bronasti kip v poklon Mahatma Gandhiju na Gandhijevem trgu v Barceloni.